# Anguélinski
Anguélinski (del ruso: Ангелинский) es un jútor del raión de Kalíninskaya del krai de Krasnodar, en el sur de Rusia. Está situado a orillas del distributario Anguélinski del delta del Kubán, 20 km al oeste de Kalíninskaya y 74 km al noroeste de Krasnodar, la capital del krai.  Tenía 316 habitantes en 2010.
Pertenece al municipio Novonikoláyevskoye.